# Crassula colligata
Crassula colligata là một loài thực vật có hoa trong họ Crassulaceae. Loài này được Toelken mô tả khoa học đầu tiên năm 2002.